# Distretto di Sidi M'Hamed
Il distretto di Sidi M'Hamed è un distretto della provincia di Algeri, in Algeria, con capoluogo Sidi M'Hamed.

## Comuni
Il distretto di Sidi M'Hamed comprende 4 comuni:
- Sidi M'Hamed
- Alger-Centre
- El Madania
- El Mouradia